# Raïon Sovietski (Tcheliabinsk)
Le raïon Sovietski (Сове́тский райо́н, district - ou arrondissement - soviétique) est un des sept raïons de la ville de Tcheliabinsk en Russie et un des arrondissments municipaux de cette ville.

## Histoire

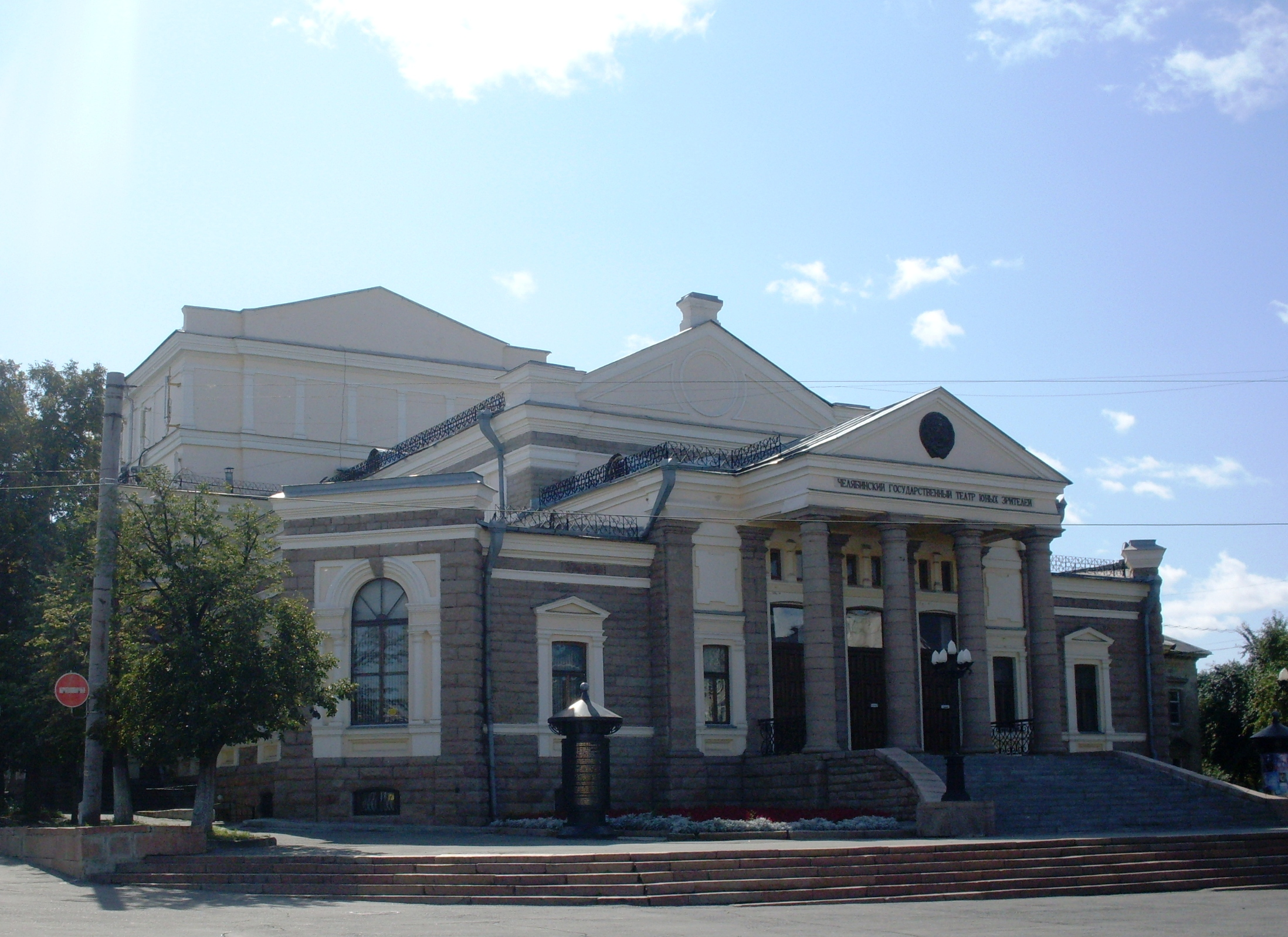
Théâtre de la Jeunesse de Tcheliabinsk.

Le district soviétique est formé le 10 septembre 1937. Sa surface est de 78 km2 pour une population de 140 mille habitants (12,5 % de la population de la ville). Son territoire est baigné par le lac Smolino, le lac Sineglazovo et le réservoir Cherchniovskoïe. Sur le territoire de ce district, l'on trouve les anciens villages d'Issakovo, de Lokomotivni, de Novosineglazovo, de Smolinski, de Fiodorovka et de Mebelni.
Le territoire de l'actuel raïon Sovietski, d'après les archéologues, est habité depuis des siècles. La découverte dans un ancien kourgan, près du lac Sineglazovo d'un tissu de soie a fait sensation. Il s'agit d'un écusson du Moyen Âge avec des représentations de cavaliers. Il est aujourd'hui conservé au musée de l'Ermitage.
Le développement moderne des territoires au sud de la forteresse de Tcheliabinsk a commencé au milieu du XVIIIe siècle. Des cosaques fondent des colonies près du lac de Sineglazovo, comme Fiodorovka, Oukhanovo, Issakovo, du nom des premiers colons. Au sud de la forteresse de Tcheliabinsk, il y avait une voie postale vers Orenbourg, capitale de la province du même nom.
En 1892, l'on construit dans le territoire de ce futur raïon, la gare ferroviaire à partir de laquelle, le 7 juillet 1892, commence la construction du Transsibérien. Une première usine de moissonneuses-batteuses et de charrues se construit près de la gare en 1898; il s'agit de l'usine Stoll et Cie (aujourd'hui usine de machines de construction de routes de Tcheliabinsk). La gare et l'usine se trouvent alors à 4-5 km de la limite de la petite ville de Tcheliabinsk qui est alors le chef-lieu de l'ouïezd de l'époque. Le plus grand centre d'accueil de peuplement de Russie est créé ici en 1899 avec une douane de 1re classe. Au début du XXe siècle, le nombre d'habitants de cette partie de Tcheliabinsk dépasse déjà la partie historique centrale de la ville.
En 1919, cette partie de la ville est incluse dans le territoire de l'arrondissement du chemin de fer (raïon Jeleznodorojni) à sa fondation; la ville est alors partagée en trois arrondissements : centre-ville (Gorodski), de la rivière (Zaretchni) et Jeleznodorojni; ce dernier est supprimé en 1930. En 1935, son territoire est inclus dans le nouvel arrondissement de Kirov (raïon Kirovski). En 1937, le raïon Sovietski se forme, comprenant la partie Sud du territoire du district central par le transfert de la partie Nord du district de Kirov, tandis que le territoire de la gare et de l'usine voisine est transféré à celui créé en 1935, le district de Lénine (raïon Leninski),,. En 1940, l'on donne au district soviétique une partie du territoire du district de Kirov et du district de Lénine. En 1944, le district du chemin de fer se reforme avec un morceau du district de Lénine (issu d'une partie du district de Kirov donnée en 1937). En 1956, le district de Kirov est supprimé et s'intègre au district soviétique. En 1960, le district du chemin de fer est de nouveau supprimé, la partie du territoire derrière la gare (à l'est de celui-ci se trouve le village de Port Arthur (microdistrict de Tcheliabinsk), alors peuplé principalement de cheminots), s'intègre au district de Lénine et le reste au district soviétique. En 1970, lorsque le district soviétique est désagrégé, la partie Nord de son territoire, ainsi qu'une partie du territoire du district central ont été transférées au nouveau district de Kalinine,,. Plus tard, le territoire du district subit des modifications mineures, principalement en raison de l'inclusion de faubourgs adjacents à la ville.

## Rôle dans l'infrastructure de la ville

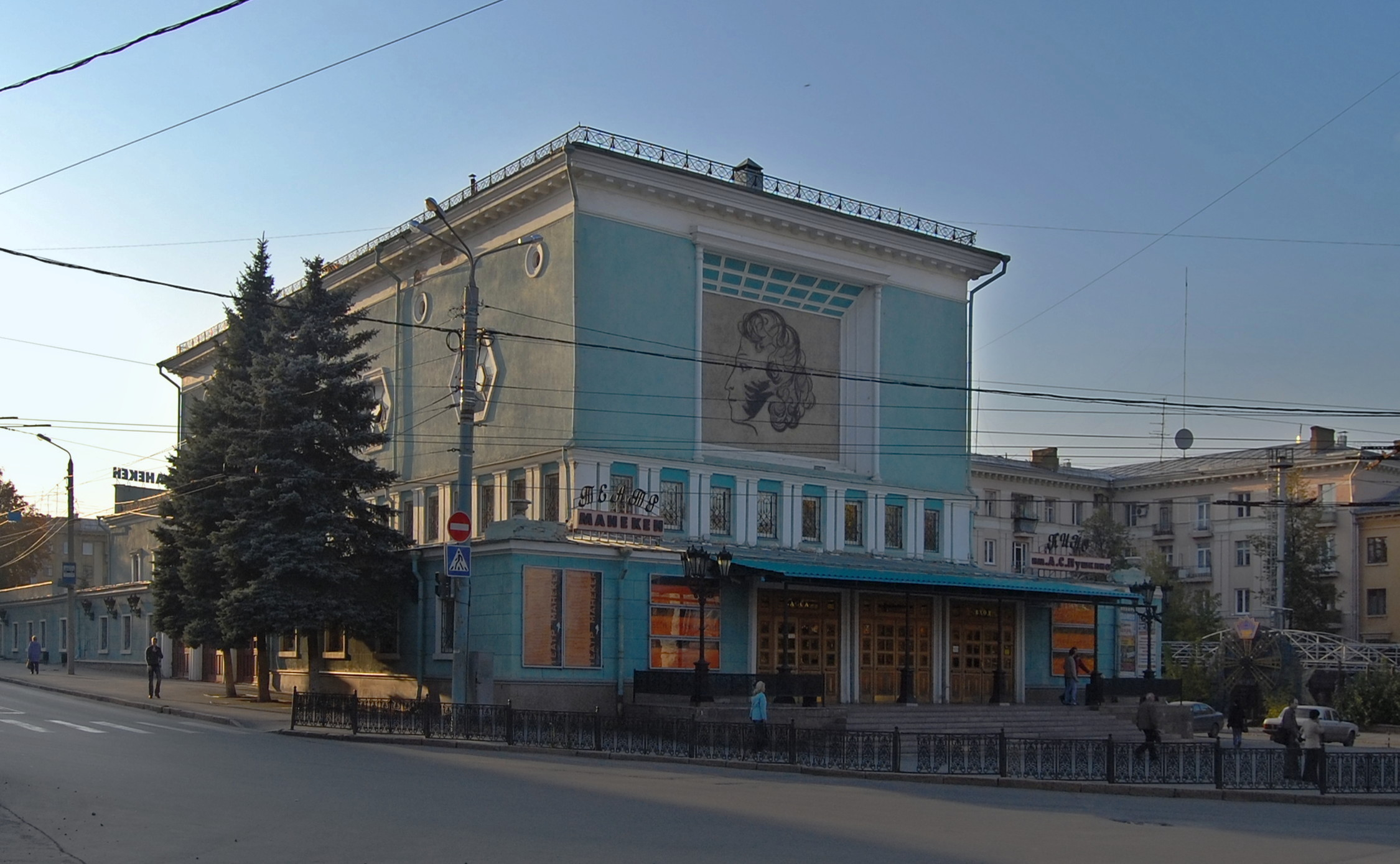
Le cinéma Pouchkine.

Sur le territoire de ce raïon, l'on trouve toute une série de bâtiments majeurs dans le domaine de la culture et des bâtiments administratifs, ainsi que des établissements d'enseignement supérieur et des bâtiments inscrits au patrimoine protégé au niveau fédéral: le cinéma Pouchkine, l'élévateur de Tcheliabinsk, la statue de Lénine (1959) sur la place de la Révolution, etc.. Le raïon Sovietski abrite la place principale de la ville: la place de la Révolution. On y inaugure une fontaine, dite la fontaine musicale en 2014. L'on trouve aussi deux des édifices de pierre parmi les plus anciens de la ville, le théâtre de la Jeunesse de Tcheliabinsk (ancienne Maison du Peuple, construite en 1903) et la maison Batrakov.

### institutions culturelles
- Théâtre académique d'État Orlov[11]

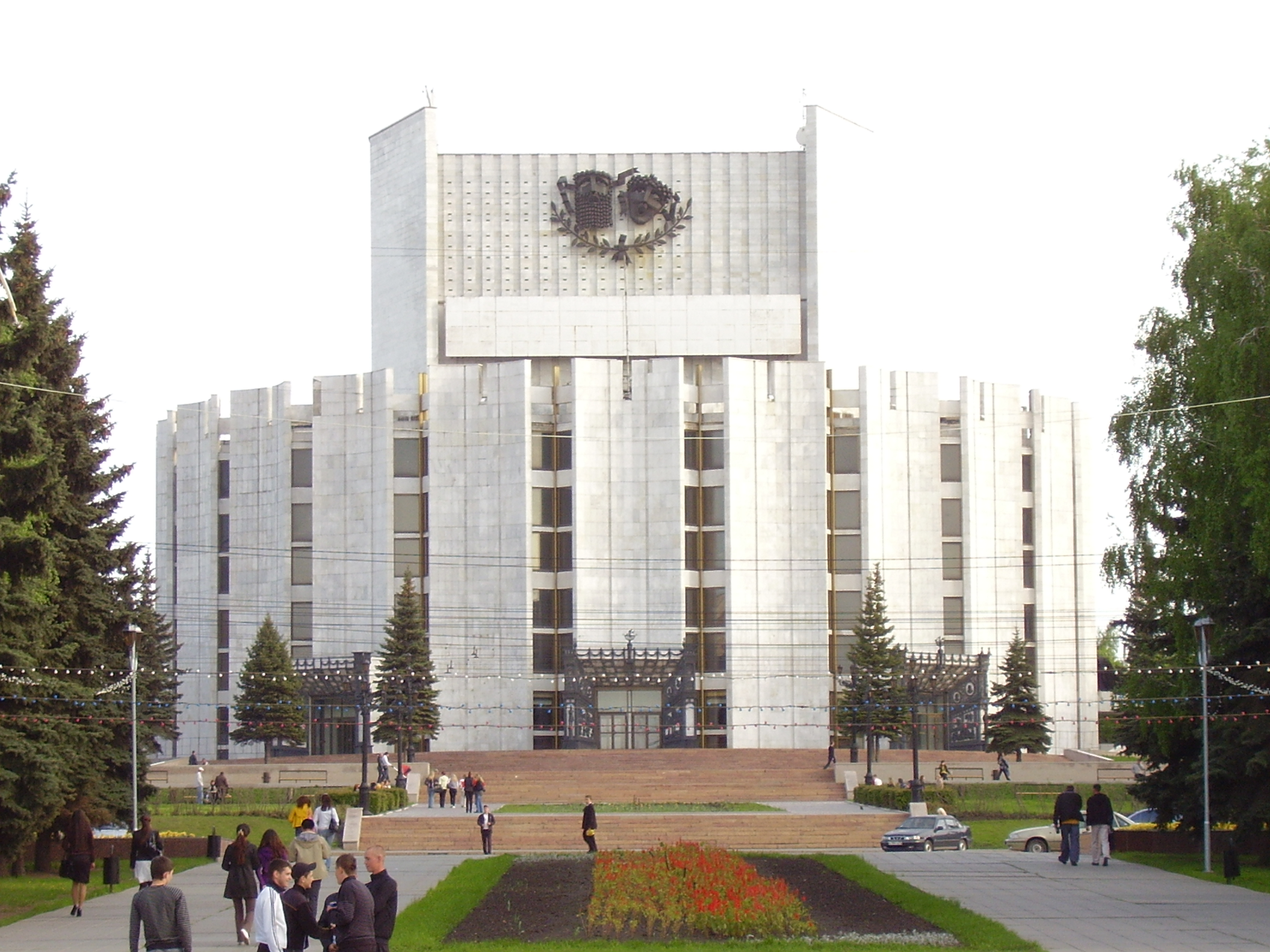
Théâtre dramatique Orlov.

- Théâtre de la Jeunesse de Tcheliabinsk
- Palais de la culture des cheminots
- Palais de la culture Koliouchtchenko

### Enseignement supérieur
- Université d'État de culture physique
- Institut socio-économique de l'Oural
- Académie d'État de culture et d'art de Tcheliabinsk
- Institut des voies de communication de Tcheliabinsk, filiale de l'université d'État des voies de communication de l'Oural

### Parcs et jardins publics
On trouve dans ce raïon l'un des espaces verts parmi les plus prisés des habitants de Tcheliabinsk: le jardin municipal Pouchkine. L'on trouve aussi le square Koliochtchenko et le square près du cinéma Pouchkine.

### Monuments et statues

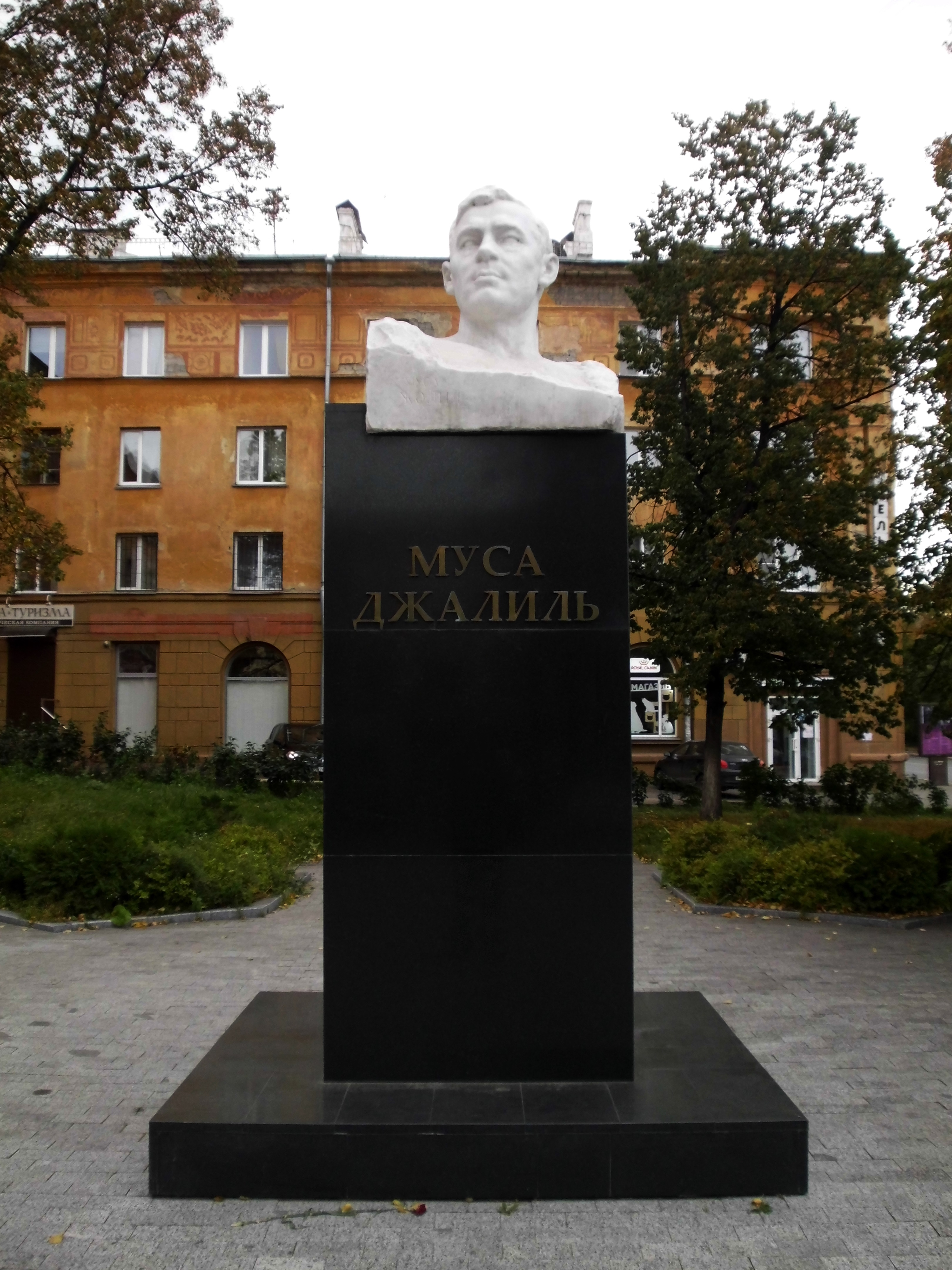
Monument dédié au poète Moussa Djalil.

- «Vers une nouvelle voie»
- «Conte de l'Oural»
- Buste de Moussa Djalil
- Monument aux Tchèques blancs
- Monument dédié à S.M. Zwilling
- Monument «Gloire aux braves»
- Mémorial aux Mères en deuil

### Entreprises industrielles
- Entreprise «Troubodetal»
- Usine de machines de construction des routes
- Usine automato-mécanique de Tcheliabinsk
- Fabrique de machines à coudre «Silhouette»
- Entreprise «Metall-Baza»[14]
- Usine de Novosineglazovo de matériaux de construction
- Entreprise «Ioujouralkonditer» (ancienne fabrique de confiserie de Tcheliabinsk)
- Entreprise Denis Karapouz